# Cui Jian
Dans ce nom chinois, le nom de famille, Cui, précède le nom personnel.
Cui Jian (崔健) est un musicien de rock chinois né en 1961 à Pékin.
Cui Jian et sa musique sont populaires auprès de la jeunesse chinoise et véhiculent un message politique. Cui est l'un des premiers musiciens chinois à avoir abandonné les conventions classiques en musique telles qu'elles existaient jusqu'à la mort de Mao Zedong en 1976.

## Biographie

### Début de carrière
Cui Jian a grandi dans une famille de musiciens à Pékin. Sa mère était membre d'une troupe de danse coréenne et son père était un joueur de trompette professionnel. Il s'est mis lui-même à la trompette à quatorze ans et a joué à l'Orchestre philharmonique de Pékin en 1981, à vingt ans. C'est à cette époque-là qu'il est confronté au rock, et se met à jouer de la guitare
En 1984, il forme les Seven Ply Board avec d'autres musiciens de formation classique. Ce groupe était influencé par les Beatles, les Rolling Stones et les Talking Heads. Ils jouaient leurs propres morceaux (du rock tempéré et des chansons d'amour pour la plupart) dans des hôtels et des bars locaux.
En mai 1986, il devient célèbre avec la chanson Rien en mon nom (一无所有) dans un programme télévisé. L'année suivante, il quitte son travail au sein de l'orchestre philharmonique. Son deuxième album, Rock'n Roll sur la nouvelle Longue Marche, est sorti en 1987. À la fin des années 1980 et au début des années 1990, avec des artistes comme He Yong, il commence à hybrider les genres traditionnels et à intégrer le patrimoine folklorique chinois dans des mélopées rock, parfois ponctuées de parodies de discours ou proverbes du parti communiste. Le punk et le jazz se font également ressentir dans ses créations. L'appel de Cui Jian pour une nouvelle conscience politique était en phase avec les préoccupations des étudiants de son temps.

### Après Tian'anmen
Cui Jian était à l'apogée de sa popularité durant les événements de la place Tian'anmen en 1989, durant lesquels Rien en mon nom devint le slogan des étudiants protestataires. Avant que les événements ne prennent un cours violent à partir du 4 juin, Cui Jian apparut plusieurs fois aux côtés des étudiants et fut accueilli par Wuer Kaixi, un des principaux leaders du mouvement. La répression qui s'ensuivit contraignit beaucoup de rockers, dont Cui Jian, à se réfugier loin de la capitale. Toutefois, il put rapidement regagner Pékin sans être autrement inquiété. Au début des années 1990, il entama sa première tournée intitulée la Nouvelle Longue Marche, avec dix concerts programmés à Zhengzhou, Wuhan, Xi'an, Chengdu et ailleurs.
Par la suite, Cui Jian a été interdit de concerts à grande échelle jusqu'en 2003, ou il devait jouer en première partie des Rolling Stones à Pékin. À cause du SRAS, toutefois, le concert a été annulé, et il a fallu attendre mars 2004 l'ouverture de la tournée de Deep Purple en Chine, pour que Cui Jian retrouve finalement une scène de grande échelle.
Lorsque les Rolling Stones donnent pour la première fois de leur carrière un concert en Chine, le 8 avril 2006 à Shanghai, Cui Jian les rejoint sur scène pour interpréter Wild Horses.

## Discographie
- Le Retour du vagabond, 1986

- Le village attaque les villes, 2004
- Un peu de couleur, 2005

## Filmographie
- Les Bâtards de Pékin, 1996
- Racines et Branches, 2003